# آنجلا کاواگنا
آنجلا کاواگنا (انگلیسی: Angela Cavagna؛ زادهٔ ۶ ژوئن ۱۹۶۶) شوگرل، مدل، ستاره و بازیگر اهل ایتالیا است. او فعالیت حرفه‌ای خود را در عرصه بازیگری در سال ۱۹۹۱ آغاز کرده‌است.